# Great Yarmouth (district)

Localisation de Great Yarmouth dans le Norfolk

Great Yarmouth est un district non métropolitain du Norfolk, en Angleterre. Le conseil de district siège à Great Yarmouth, sa principale ville.
Le district a été créé le 1er avril 1974 par le Local Government Act 1972. Il est issu de la fusion de l'ancien county borough de Great Yarmouth avec une partie des districts ruraux de Blofield and Flegg et de Lothingland.
Le district comprend l'agglomération de Great Yarmouth et 21 paroisses environnantes. Le district compte 99 370 habitants pour une superficie de 174 km2.